# Nueva Morelia, Chicomuselo
Nueva Morelia är en ort i Mexiko.   Den ligger i kommunen Chicomuselo och delstaten Chiapas, i den sydöstra delen av landet, 800 km sydost om huvudstaden Mexico City. Nueva Morelia ligger 664 meter över havet och antalet invånare är 607.
Terrängen runt Nueva Morelia är kuperad norrut, men söderut är den bergig. Nueva Morelia ligger nere i en dal. Runt Nueva Morelia är det ganska glesbefolkat, med 27 invånare per kvadratkilometer. Närmaste större samhälle är Chicomuselo, 17,8 km öster om Nueva Morelia. Omgivningarna runt Nueva Morelia är en mosaik av jordbruksmark och naturlig växtlighet.